# 柯士甸道

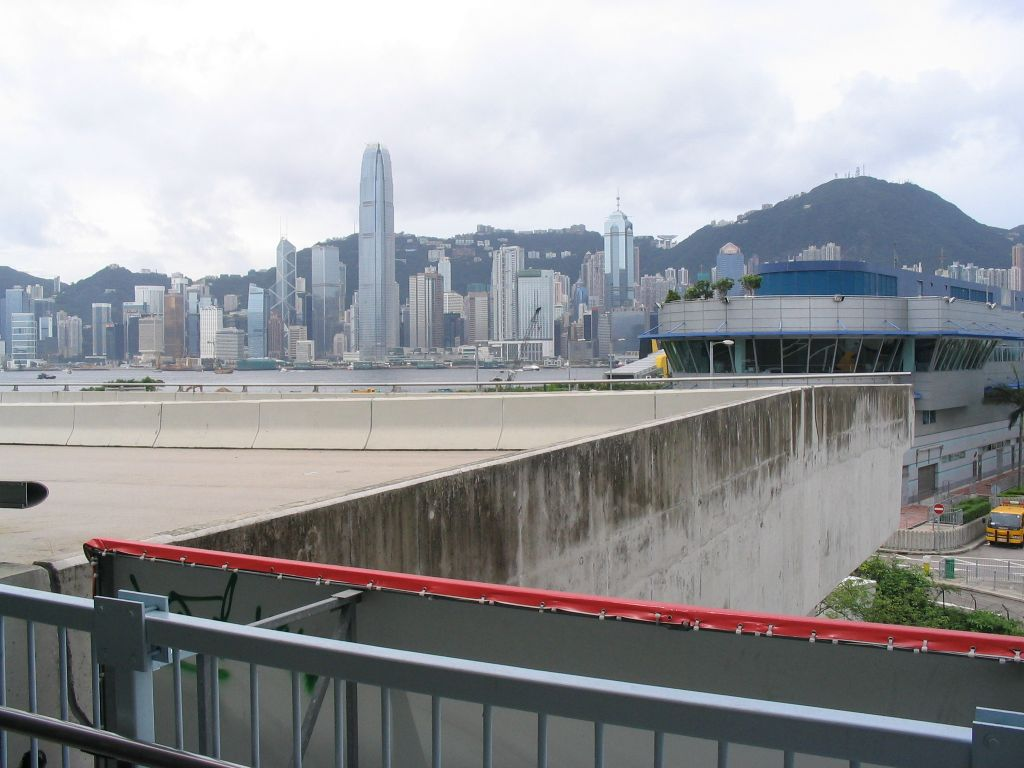
柯士甸道西末端預留位置

柯士甸道（英語：Austin Road）是香港九龍尖沙咀及佐敦的一條主要道路，通常被視為尖沙咀與佐敦的分界線。道路為東西走向，大部份路段為四線雙程行車。道路由接駁暢運道與漆咸道南交界開始，中途與彌敦道等道路相交，至廣東道為止。道路於1870年代興建，並以當時香港輔政司柯士甸命名。柯士甸任內鼓勵在香港任職的英國公務員學習中文和華語，改善官員與市民溝通不便的問題。

## 柯士甸道西
1998年，隨著西九龍填海工程完成，柯士甸道以西興建了一條新道路，稱為柯士甸道西（Austin Road West）。它將原有柯士甸道向西伸延至雅翔道，即西區海底隧道收費廣場一帶，並設有預留位可繼續西延。隨著Union Square項目以及廣深港高速鐵路香港段西九龍站工程接近尾聲，柯士甸道西近連翔道一段成為地下行車路之一。

## 沿路著名地點
柯士甸道：
- 香港理工大學
- 香港歷史博物館
- 槍會山軍營
- 德信學校
- 嘉諾撒聖瑪利書院
- 澳洲國際學校舊校舍
- 九龍草地滾球會
- 香港商業專科學校
- 香港浸信會聯會專業書院
- 香港凱莉山學校小學部
- 尖沙咀警署
- 九龍公園
- 香港童軍中心
- 港鐵荃灣綫佐敦站
- 龍堡國際賓館

柯士甸道西：
- 港鐵機場快綫、東涌綫九龍站
- 廣深港高鐵香港段西九龍站
- 港鐵屯馬綫柯士甸站
- 香港麗思卡爾頓酒店
- 圓方
- 西九文化區 (戲曲中心)
- 環球貿易廣場（天際100）
- 港景峯
- The Austin/Grand Austin
- 凱旋門
- 君臨天下
- 擎天半島
- 漾日居
- 天璽
- M+
- 香港故宮文化博物館

## 交匯道路
- 暢運道
- 漆咸道南
- 柯士甸路
- 覺士道
- 松山道
- 彌敦道
- 庇利金街
- 白加士街
- 吳松街
- 廟街
- 上海街
- 官涌街
- 廣東道
- 連翔道
- 雅翔道
- 博物館道

## 鄰近
- 佐敦道

## 外部連結
维基共享资源上的相關多媒體資源：柯士甸道
22°18′6.9192″N 114°10′15.1926″E / 22.301922000°N 114.170886833°E